# یونیون گروو (تگزاس)
یونیون گروو، تگزاس(به انگلیسی: Union Grove, Texas) شهری در ایالت تگزاس از ایالات جنوبی ایالات متحده آمریکا است. در سرشماری سال ۲۰۰۰، جمعیت این شهر ۳۴۶ نفر اعلام شد.